# PLAYZONE2001 "新世紀" EMOTION
『PLAYZONE2001 "新世紀" EMOTION』（プレゾン2001しんせいきエモーション）は2001年8月1日にジャニーズ・エンタテイメントからリリースされた少年隊12枚目のサウンドトラック。

## 内容
「Oh! クリエス!!」「someday」、植草のソロ曲「Seat And Bedop」、松岡昌宏、井ノ原快彦、大野智のソロ曲「DEEP SORROW 〜君のいない世界〜」等は未収録のまま。

## 収録曲
1. OVERTURE - [5:14]
作曲・編曲：吉田明彦
2. fly away〜時を超えて〜 - [5:17]
作詞：尾崎雪絵　作曲・編曲：Ab:fly
3. 魂と君ここにあらん - [3:58]
作詞：加藤清美　作曲：馬飼野康二　編曲：船山基紀
錦織一清 ソロ曲
4. アフリカン・サンセット（Instrumental） - [2:35]
作曲・編曲：石塚知生
5. FABULOUS DAY - [4:06]
作詞：松村豪,Jerome Martin,Richardo Wessels
作曲：Jerome Martin,Ardeil Samuels,Richardo Wessels
編曲：山田康人
東山紀之 ソロ曲
6. Guilty - [3:16]
作詞・作曲：松村豪　編曲：清水武仁,NΛT
東山紀之 ソロ曲
7. Love's In Your Heart - [3:48]
作詞：夏野芹子,Steven Musitano
作曲：Tommy Kasa,Peter Karlsson
植草克秀 ソロ曲
8. danger in the night - [5:30]
作詞：比留間徹　作曲：羽田一郎　編曲：鶴田海生
植草克秀 ソロ曲
9. Versus Nervous - [4:20]
作詞：比留間徹　作曲・編曲：船山基紀
錦織一清 ソロ曲
10. EMOTION〜心の舟〜 - [3:44]
作詞：くろべさき　作曲・編曲：Ab:fly
11. The Storm（Instrumental） - [6:05]
作曲・編曲：船山基紀
12. True heart - [5:23]
作詞：石川絵理　作曲・編曲：上杉洋史
13. プリマヴェラ〜灼熱の女神〜 - [4:03]
作詞：西寺郷太
作曲：George Wallen,Frans Janousek,Anders Sjogren
編曲：大坪直樹